# 東亞儲君妾室
储君妾室，是指东亚国家中，太子、王世子（储君）的妾室。由于一夫多妻（一夫一妻多妾）的婚姻制度，除了一位正妻外，太子亦会有众多的妾室。
与皇帝的妻妾类似，中国、朝鲜太子的正妻会获得太子妃的封号，而妾室亦可能获得相应的称号（如良娣、良媛等），并获相应的待遇（品秩）。当代东亚国家中，仅日本仍保留君主制，而日本皇室自大正天皇起皆为一夫一妻，因此皇太子并无妾室。

## 歷代制度

### 中國
- 西汉
  - 太子東宮設正室皇太子妃、妾室良娣、孺子[1]。
  - 在对个人的记载中，汉武帝时代有“太子中人”的称谓[2][3]。
- 东汉
  - 除了东汉前期的刘庄和刘烜两位太子外，没有史料显示其他太子有妻妾。可能是因为他们被立为太子时都十分年幼，所以都没有册立太子妃或拥有妾室。
- 晉朝
  - 太子正室稱太子妃，妾有保林、美人。
- 南朝宋
  - 太子正室稱太子妃，妾稱良娣、保林。
- 南朝齊
  - 太子正室稱太子妃、妾稱良娣，位比關內侯；保林；位比五等侯；才人，位比駙馬都尉。
- 北魏
  - 太子正室稱太子妃、妾有左、右孺子。
- 隋朝
  - 太子正室稱太子妃、妾稱良娣、保林、才人[4]。後改為良娣、良媛、昭訓等。
- 唐朝：
  - 太子正室稱太子妃，太子妃以下設良娣二員，正三品；良媛六員，正四品；承徽十員，正五品；昭訓十六員，正七品；奉儀二十四員，正九品[5]。
- 五代十国：
- 宋朝：
  - 太子正室稱太子妃
- 元朝：
- 明朝：
  - 明初，皇太子、皇子（封亲王者）有二妃，即正妃、次妃[6]。
  - 明朝第一位皇太子朱标正室常氏封皇太子妃。朱标继室吕氏原为次妃，亦是是第一位有记录的皇太子次妃。明仁宗朱高熾为太子时，有妾室郭氏。《明太宗实录》永乐九年的记录中，称郭氏为皇太子庶妃，其妹为汉王庶妃[7]，此处庶妃是否指皇太子次妃、亲王次妃，不详。
  - 中后期，太子妾位号有才人、选侍、淑女。
- 清朝：
  - 康熙帝子允礽是清朝第一位，也是唯一位公开册立的太子。他的妻子瓜爾佳氏获封太子妃，而相关文献中，将其她妾室如亲王妾室一般，称侧福晋、庶福晋。允礽妾室李佳氏则有贵人、嫔的称号。

### 朝鮮
- 朝鮮王朝：王世子正室稱王世子嬪，世子嬪以下，設置良娣，從二品；良媛，從三品；承徽，從四品；昭訓，從五品；守閨、守則，從六品[8]。

### 日本
日本皇太子正室為皇太子妃，妾室無特定位號，與一般女官及皇族妾室同樣稱為女房。

### 越南
阮朝之前制度不明，阮朝皇族包括皇太子在內皆不設正室，所有配偶皆稱府妾。

## 各种封号

### 良娣
良娣，是中國、越南皇太子及朝鮮王世子妾室最高位號，地位僅次於正室（中國、越南的皇太子妃、朝鮮王朝的王世子嬪）。良娣一號始於西漢，往後南朝宋、南朝齊、隋朝、唐朝等朝代皆有使用。